# Turken in Kosovo
De Turken in Kosovo, ook wel bekend als Kosovaarse Turken (Turks: Kosova Türkleri), zijn etnische Turken die binnen de grenzen van Kosovo leven. In de volkstelling van 2011 werden er 18.738 etnische Turken geteld (oftewel 1,1% van de Kosovaarse bevolking).

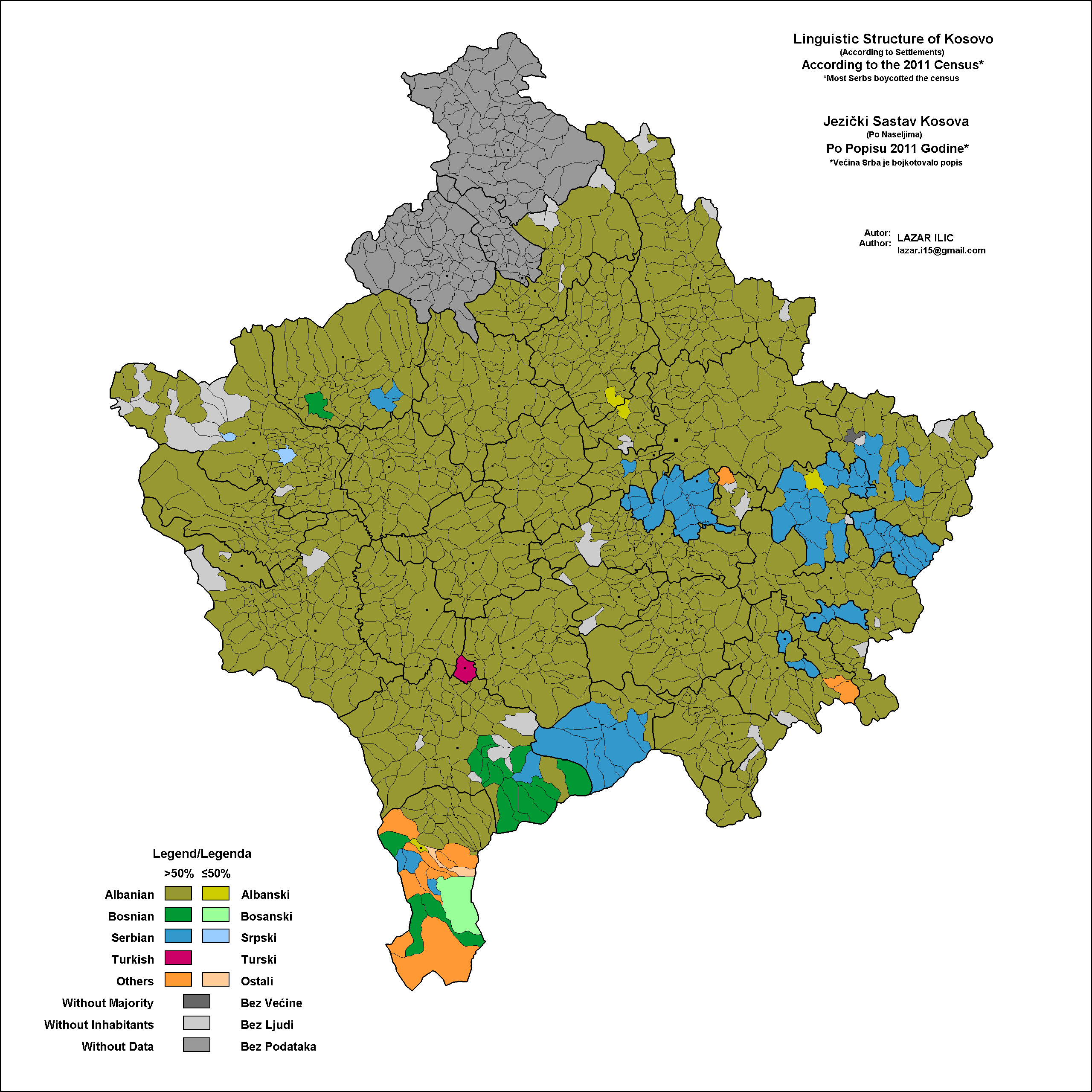
Verspreiding van de Turkse minderheid per gemeente (in het rood)

## Geschiedenis
De Turkse bevolking begon zich in de late 14e eeuw in Kosovo te vestigen, nadat het Servische leger de Slag op het Merelveld verloor en het grondgebied onder de Ottomaanse heerschappij kwam. 
In 1912 verloren de Ottomaanse Turken de controle over Kosovo en kwam dit gebied in handen van de koninkrijken van Servië en Montenegro.  
Na de Oostenrijkse en Bulgaarse bezetting (tijdens de Eerste Wereldoorlog), werden Servië en Montenegro onderdeel van het nieuw opgerichte Koninkrijk Joegoslavië. In die periode werden Turken officieel erkend als minderheid door Joegoslavië. Het aantal geregistreerde Turken in Kosovo steeg van slechts 1.313 personen (of 0,2% van de bevolking) in 1948 naar 34.343 (4,3% van de bevolking van Kosovo) in de volkstelling van 1953. Veel Turkse inwoners begonnen echter tot 1958 te emigreren naar Turkije, vanwege een bilaterale overeenkomst tussen Joegoslavië en Turkije. 

## Bevolking
De Turkse minderheid in Kosovo vormt een overgrote meerderheid in de gemeente Mamuša (5.128 personen, oftewel 93,11% van de bevolking). In absolute aantallen wonen de meeste Turken echter in Prizren (9.091 personen, oftewel 5,11%). Ze vormen ongeveer 5% van de bevolking van Prizren en de stad blijft het historische, culturele en politieke centrum van de Kosovaarse Turken. In de gemeente Gjilan woont de Turkse gemeenschap voornamelijk in de stad Gjilan en in de dorpen Livoç i Epërm en Dobërçan. In Gjilan vormen Turken ongeveer 0,9-1,1% van de totale bevolking. Kosovaarse Turken die in Mitrovicë wonen, vertegenwoordigen ongeveer 1,5% van de totale bevolking;  in het zuidelijke deel van de stad wonen Kosovaarse Turken verspreid in de stad, terwijl degenen die in de noordelijke regio wonen in de wijk "Bosniak Mahalla" leven. In Vushtrri vormen Turken ongeveer 0,9% van de totale bevolking en wonen verspreid over de stedelijke gebieden. In de regio Pristina zijn de Turken geconcentreerd in de stad Pristina en vormen ongeveer 0,4% van de totale gemeentelijke bevolking. Ook in de gemeente Lipjan wonen een paar honderd Turken, vooral in dorpen zoals Janjevo en Banullë. In Lipjan vormen Turken zo’n 0,5% van de bevolking. 
| Jaar                            | 1921   | 1931   | 1948  | 1953   | 1961   | 1971   | 1981   | 2011   |
| Aantal Turken                   | 27.920 | 23.698 | 1.313 | 34.583 | 25.784 | 12.224 | 12.513 | 18.738 |
| Aandeel in Kosovaarse bevolking | 6,3%   | 4,3%   | 0,2%  | 4,3%   | 2,7%   | 1,0%   | 0,8%   | 1,1%   |